# Gander—Grand Falls
Pour les articles homonymes, voir Gander.
Gander—Grand Falls fut une circonscription électorale fédérale de Terre-Neuve, représentée de 1988 à 2004.
La circonscription de Gander—Grand Falls a été créée en 1987 avec des parties de Gander—Twillingate et de Grand Falls—White Bay—Labrador. Abolie en 2003, elle fut redistribuée parmi Bonavista—Exploits, Humber—St. Barbe—Baie Verte et Random—Burin—St. George's.

## Députés
1. 1988-2002 — George Baker, PLC
2. 2002-2004 — Rex Barnes, PC

- PC = Parti progressiste-conservateur
- PLC = Parti libéral du Canada